# Поље (Добрињ)
Поље је насељено место у саставу општине Добрињ, на острву Крку у Приморско-горанској жупанији, Република Хрватска.

## Историја
До територијалне реорганизације у Хрватској налазило се у саставу старе општине Крк.

## Становништво
На попису становништва 2011. године, Поље је имало 300 становника.

## Попис1991.
На попису становништва 1991. године, насељено место Поље је имало 293 становника, следећег националног састава:
| Попис 1991.‍  | Попис 1991.‍  | Попис 1991.‍ | Попис 1991.‍ | Попис 1991.‍ |
| ------------ | ------------ | ----------- | ----------- | ----------- |
|              |              |             |             |             |
| Хрвати       | Хрвати       |             | 239         | 81,56%      |
| Муслимани    | Муслимани    |             | 44          | 15,01%      |
| Југословени  | Југословени  |             | 1           | 0,34%       |
| неопредељени | неопредељени |             | 2           | 0,68%       |
| регион. опр. | регион. опр. |             | 4           | 1,36%       |
| непознато    | непознато    |             | 3           | 1,02%       |
| укупно: 293  |              |             |             |             |